# Iranocoptosia fausti
Iranocoptosia fausti là một loài bọ cánh cứng trong họ Cerambycidae.